# Bitterblue
Bitterblue ist das achte Studioalbum der walisischen Sängerin Bonnie Tyler. Es erschien am 11. November 1991.

## Hintergründe
Nach ihrem Weggang von der Plattenfirma Columbia Records, unter deren Flagge sie unter anderem die erfolgreichen Hits Total Eclipse of the Heart und Holding Out for a Hero verbuchen konnte, unterschrieb Bonnie Tyler einen Vertrag mit dem Label Hansa Musik Produktion. Die zuvor hauptsächlich für ihre Musik verantwortlichen Komponisten und Produzenten Jim Steinman und Desmond Child wurden primär von Dieter Bohlen und Giorgio Moroder abgelöst, die in erster Linie für ihre discotauglichen Songs bekannt waren. Bohlen, der für das Album fünf Titel beisteuerte, würde auf ihren beiden Nachfolgewerken Angel Heart und Silhouette in Red nahezu sämtliche Songs schreiben, wobei er wie auf Bitterblue mitunter auch Pseudonyme verwendete. Weitere Produzenten, die auf ihrem Erstlingswerk bei Hansa tätig waren, sind Roy Bittan, David Yorath, Nik Kershaw und Luis Rodriguez. Als Gastinterpreten treten Giorgio Moroder selbst und Dan Hartman auf.
Es wurden aus dem Album drei Singles ausgekoppelt: Bitterblue, Against the Wind und Where Were You. Der Titelsong des Albums war insbesondere in Österreich und Norwegen erfolgreich, wo er zu einem Top-Ten-Hit avancierte, außerdem konnte er sich auch in anderen europäischen Ländern in den Hitparaden platzieren. Auch die zweite Single war im deutschsprachigen Raum ein Charterfolg; die dritte blieb hingegen kommerziell erfolglos.

## Musik und Texte
Mit dem Labelwechsel Tylers ging auch eine musikalische Neuausrichtung ihrer Lieder einher, die konventionellere Songstrukturen, radiotauglichere Lauflängen und kommerziellere Pop-Rock-Klänge den episch aufgebauten Tracks ihrer vergangenen Alben vorzog. Es kommt dabei sowohl zu dramatischen Balladen als auch zu Midtempo-Nummern. Durch seine Gestaltung im 12/8-Takt und seine Verwendung von Stilistiken der schottischen Volksmusik hebt sich zudem der als Opening fungierende Titelsong von den anderen ab. Inhaltlich drehen sich die Lieder in erster Linie um Motive wie Herzschmerz, Einsamkeit oder die emotionale Kälte der Welt, wobei oftmals eine unglückliche Liebe thematisiert wird.

## Covergestaltung
Das Covermotiv zu Bitterblue zeigt eine Schwarzweißfotografie des Gesichts von Bonnie Tyler, die jedoch in einen bläulichen Farbschimmer getaucht ist. Oberhalb und unterhalb des Bildes befindet sich jeweils ein dunkelblauer Balken. In der oberen rechten Ecke steht in Gold der Name der Musikerin, welcher nach unten hin aus dem Balken herausragt; in der unteren rechten Ecke ist in Weiß der Albumtitel zu lesen, der von zwei goldenen Wellenlinien unterstrichen ist.

## Titelliste
| Nr.          | Titel                                    | Autor(en)    |              | Länge |
| ------------ | ---------------------------------------- | ------------ | ------------ | ----- |
| 1.           | Bitterblue                               |              |              | 3:50  |
| 2.           | Against the Wind                         |              |              | 3:39  |
| 3.           | Careless Heart                           |              |              | 4:33  |
| 4.           | Whenever You Need Me                     |              |              | 4:04  |
| 5.           | Where Were You                           |              |              | 5:02  |
| 6.           | Save Me                                  |              |              | 4:09  |
| 7.           | He’s Got a Hold on Me                    |              |              | 4:15  |
| 8.           | Keep Your Love Alive                     |              |              | 4:24  |
| 9.           | Tell Me the Truth                        |              |              | 3:48  |
| 10.          | Heaven is Here (with Giorgio Moroder)    |              |              | 4:40  |
| 11.          | Love is in Love Again (with Dan Hartman) |              |              | 4:41  |
| 12.          | Till the End of Time                     |              |              | 4:03  |
| 13.          | Too Hot                                  |              |              | 3:27  |
| 14.          | Why                                      |              |              | 3:56  |
| Gesamtlänge: | Gesamtlänge:                             | Gesamtlänge: | Gesamtlänge: | 58:40 |

## Kritik und Impakt
Während Bitterblue in den USA und dem Vereinigten Königreich nicht mehr an vergangene Erfolge anknüpfen konnte und weitgehend unbeachtet blieb, bedeutete es für Tyler in mehreren mitteleuropäischen Ländern ein neues kommerzielles Hoch, nachdem das Vorgängeralbum Hide Your Heart die Erwartungen international nicht erfüllen konnte. Mit einem Mal wurde die Interpretin erneut zu einem allgemein bekannten Begriff und insbesondere das Titellied des Werkes avancierte zu einem ihrer beliebtesten Songs, der seither auf einer Vielzahl von Kompilationsalben vorhanden war. Die zweite Single des Albums, Against the Wind, wurde in Deutschland zudem als Titelsong des letzten Tatort-Filmes mit Götz George in der Hauptrolle, Der Fall Schimanski, bekannt. Von der Kritik wurde Bitterblue gemischt aufgenommen. Man empfand, dass die Musik einen guten Rahmen für Tylers unnachahmliche Stimme böte und dass das Werk besser als die meisten Popalben sei, jedoch nicht an ihre Arbeit mit Jim Steinman und Desmond Child heran käme.

## Kommerzieller Erfolg

### Chartplatzierungen
Bitterblue war spezifisch im mitteleuropäischen Raum ein kommerzieller Erfolg, dem es gelang, in Österreich und Norwegen die Chartspitze zu erreichen. Es war dort das zwölft- bzw. fünfzehnterfolgreiche Album des Jahres 1992. Auch in der Schweiz (Platz 21), Deutschland und Schweden (jeweils Platz 22) konnte es sich in den Hitparaden behaupten.
| ChartsChartplatzierungen | Höchstplatzierung | Wochen |
| ------------------------ | ----------------- | ------ |
| Deutschland (GfK)        | 22 (17 Wo.)       | 17     |
| Österreich (Ö3)          | 1 (20 Wo.)        | 20     |
| Schweiz (IFPI)           | 21 (16 Wo.)       | 16     |

| ChartsJahrescharts (1992) | Platzierung |
| ------------------------- | ----------- |
| Österreich (Ö3)           | 12          |

### Auszeichnungen für Musikverkäufe
In Norwegen verkaufte sich das Album besonders gut: es wurde dort mit Dreifachplatin gekrönt; in Österreich erhielt es eine einfache Platin-Schallplatte.
| Land/Region       | Auszeichnungen für Musikverkäufe (Land/Region, Auszeichnung, Verkäufe) | Verkäufe |
| ----------------- | ---------------------------------------------------------------------- | -------- |
| Norwegen (IFPI)   | 3× Platin                                                              | 150.000  |
| Österreich (IFPI) | Platin                                                                 | 50.000   |
| Schweden (IFPI)   | Gold                                                                   | 50.000   |
| Schweiz (IFPI)    | Gold                                                                   | 25.000   |
| Insgesamt         | 2× Gold · 4× Platin ·                                                  | 275.000  |